# La Pointe (Dennery)
La Pointe es una localidad de Santa Lucía, que forma parte del distrito de Dennery.